# Lista nagród i nominacji Blackpink
Lista nagród i nominacji otrzymanych przez południowokoreański zespół Blackpink:

## Koreańskie

### Asia Artist Awards
| Rok  | Kategoria                                              | Nominowany | Rezultat  |
| ---- | ------------------------------------------------------ | ---------- | --------- |
| 2016 | Most Popular Artists (Singer) - Top 50                 | BlackPink  | Nominacja |
| 2016 | Rookie Award                                           | BlackPink  | Wygrana   |
| 2017 | Most Popular Artists (Singer) - Top 50                 | BlackPink  | Nominacja |
| 2018 | Most Popular Artists (Singer) - Top 50                 | BlackPink  | Nominacja |
| 2019 | AAA X Dongnam Media & FPT Polytechnic Popularity Award | BlackPink  | Nominacja |
| 2019 | StarNews Popularity Award – Girl Group                 | BlackPink  | Nominacja |
| 2020 | AAA x Choeaedol Popularity Award – Singer (Female)     | BlackPink  | Nominacja |

### Gaon Chart Music Awards
| Rok  | Kategoria                           | Nominowany          | Rezultat  |
| ---- | ----------------------------------- | ------------------- | --------- |
| 2017 | Rookie of the Year                  | BlackPink           | Wygrana   |
| 2017 | Song of the Year – August           | „Whistle”           | Wygrana   |
| 2017 | Song of the Year – November         | „Playing with Fire” | Wygrana   |
| 2018 | World Rookie Award                  | BlackPink           | Wygrana   |
| 2019 | Song of the Year – June             | „Forever Young”     | Nominacja |
| 2019 | Song of the Year – June             | „Ddu-Du Ddu-Du”     | Wygrana   |
| 2020 | Album of the Year – 2nd Quarter     | Kill This Love      | Nominacja |
| 2020 | Song of the Year – April            | "Kill This Love"    | Nominacja |
| 2021 | Social Hot Star of the Year         | BlackPink           | Wygrana   |
| 2021 | Mubeat Global Choice Award – Female | BlackPink           | Wygrana   |
| 2021 | Song of the Year – June             | "How You Like That" | Wygrana   |
| 2021 | Song of the Year – October          | "Lovesick Girls"    | Wygrana   |
| 2021 | Album of the Year – 4th Quarter     | The Album           | Nominacja |
| 2021 | Song of the Year – August           | "Ice Cream"         | Nominacja |

### Genie Music Awards
| Rok  | Kategoria                    | Nominowany      | Rezultat  |
| ---- | ---------------------------- | --------------- | --------- |
| 2018 | Artist of the Year           | BlackPink       | Nominacja |
| 2018 | Female Group Award           | BlackPink       | Nominacja |
| 2018 | Genie Music Popularity Award | BlackPink       | Nominacja |
| 2018 | Song of the Year             | „Ddu-Du Ddu-Du” | Nominacja |
| 2018 | Dance Track (Female)         | „Ddu-Du Ddu-Du” | Nominacja |
| 2019 | Female Group Award           | BlackPink       | Nominacja |
| 2019 | Performing Artist (Female)   | BlackPink       | Nominacja |
| 2020 | Artist of the Year           | BlackPink       | Nominacja |

### Golden Disc Awards
| Rok  | Kategoria                          | Nominowany             | Rezultat  |
| ---- | ---------------------------------- | ---------------------- | --------- |
| 2017 | New Artist of the Year             | BlackPink              | Wygrana   |
| 2017 | Popularity Award                   | BlackPink              | Nominacja |
| 2017 | Asian Choice Popularity Award      | BlackPink              | Nominacja |
| 2017 | Digital Bonsang                    | „Whistle”              | Nominacja |
| 2018 | Digital Daesang                    | „As If It’s Your Last” | Nominacja |
| 2018 | Digital Bonsang                    | „As If It’s Your Last” | Wygrana   |
| 2018 | Genie Popularity Award             | BlackPink              | Nominacja |
| 2018 | Global Popularity Award            | BlackPink              | Nominacja |
| 2019 | Digital Daesang                    | „Ddu-Du Ddu-Du”        | Nominacja |
| 2019 | Digital Bonsang                    | „Ddu-Du Ddu-Du”        | Wygrana   |
| 2019 | Cosmopolitan Artist Award          | BlackPink              | Wygrana   |
| 2019 | Popularity Award                   | BlackPink              | Nominacja |
| 2019 | NetEase Most Popular K-pop Star    | BlackPink              | Nominacja |
| 2020 | Best Album (Bonsang)               | The Album              | Wygrana   |
| 2020 | Best Digital Song (Bonsang)        | "How You Like That"    | Wygrana   |
| 2020 | Album of the Year (Daesang)        | The Album              | Nominacja |
| 2020 | Song of the Year (Daesang)         | "How You Like That"    | Nominacja |
| 2020 | Most Popular Artist                | BlackPink              | Nominacja |
| 2020 | QQ Music Fan's Choice K-Pop Artist | BlackPink              | Nominacja |

### Melon Music Awards
| Rok  | Kategoria                | Nominowany             | Rezultat  |
| ---- | ------------------------ | ---------------------- | --------- |
| 2016 | Top 10 Artists           | BlackPink              | Nominacja |
| 2016 | Best New Artist          | BlackPink              | Wygrana   |
| 2017 | Top 10 Artists           | BlackPink              | Nominacja |
| 2017 | Kakao Hot Star Award     | BlackPink              | Nominacja |
| 2017 | Best Female Dance        | „As If It's Your Last” | Nominacja |
| 2017 | Song of the Year         | „As If It's Your Last” | Nominacja |
| 2018 | Album of the Year        | Square Up              | Nominacja |
| 2018 | Artist of the Year       | BlackPink              | Nominacja |
| 2018 | Top 10 Artists           | BlackPink              | Wygrana   |
| 2018 | Kakao Hot Star Award     | BlackPink              | Nominacja |
| 2018 | Best Female Dance        | „Ddu-Du Ddu-Du”        | Wygrana   |
| 2018 | Song of the Year         | „Ddu-Du Ddu-Du”        | Nominacja |
| 2020 | Best Dance – Female      | "How You Like That"    | Wygrana   |
| 2020 | Top 10 Artists           | BlackPink              | Wygrana   |
| 2020 | Album of the Year        | The Album              | Nominacja |
| 2020 | Artist of the Year       | BlackPink              | Nominacja |
| 2020 | Netizen Popularity Award | BlackPink              | Nominacja |
| 2020 | Song of the Year         | "How You Like That"    | Nominacja |

#### Melon Popularity Award
| Rok  | Data        | Nominowany      | Rezultat |
| ---- | ----------- | --------------- | -------- |
| 2016 | 22 sierpnia | „Whistle”       | Wygrana  |
| 2018 | 2 lipca     | „Ddu-Du Ddu-Du” | Wygrana  |
| 2018 | 9 lipca     | „Ddu-Du Ddu-Du” | Wygrana  |
| 2018 | 16 lipca    | „Ddu-Du Ddu-Du” | Wygrana  |

### Mnet Asian Music Awards
| Rok  | Kategoria                             | Nominowany          | Rezultat  |
| ---- | ------------------------------------- | ------------------- | --------- |
| 2016 | Best New Artist (Female Group)        | BlackPink           | Nominacja |
| 2016 | Artist of the Year                    | BlackPink           | Nominacja |
| 2016 | Best of Next Female Artist            | BlackPink           | Wygrana   |
| 2016 | iQiYi Worldwide Favorite Artist       | BlackPink           | Nominacja |
| 2016 | Best Music Video                      | „Whistle”           | Wygrana   |
| 2017 | Qoo10 2017 Favorite KPOP Star         | BlackPink           | Nominacja |
| 2017 | Best Female Group                     | BlackPink           | Nominacja |
| 2017 | Artist of the Year                    | BlackPink           | Nominacja |
| 2018 | Song of the Year                      | „Ddu-Du Ddu-Du”     | Nominacja |
| 2018 | Best Music Video                      | „Ddu-Du Ddu-Du”     | Nominacja |
| 2018 | Best Dance Performance – Female Group | „Ddu-Du Ddu-Du”     | Nominacja |
| 2018 | Best Female Group                     | BlackPink           | Nominacja |
| 2018 | Artist of the Year                    | BlackPink           | Nominacja |
| 2018 | Worldwide Icon of the Year            | BlackPink           | Nominacja |
| 2018 | Worldwide Fans' Choice Top 10         | BlackPink           | Wygrana   |
| 2018 | Favorite Dance Artist (Female)        | BlackPink           | Nominacja |
| 2020 | 2020 Visionary                        | BlackPink           | Wygrana   |
| 2020 | Best Dance Performance – Female Group | "How You Like That" | Wygrana   |
| 2020 | Best Female Group                     | BlackPink           | Wygrana   |
| 2020 | Worldwide Fans' Choice Top 10         | BlackPink           | Wygrana   |
| 2020 | Album of the Year                     | The Album           | Nominacja |
| 2020 | Artist of the Year                    | BlackPink           | Nominacja |
| 2020 | Song of the Year                      | "How You Like That" | Nominacja |
| 2020 | Worldwide Icon of the Year            | BlackPink           | Nominacja |

### Seoul Music Awards
| Rok  | Kategoria              | Nominowany        | Rezultat  |
| ---- | ---------------------- | ----------------- | --------- |
| 2017 | Bonsang Award          | BlackPink         | Nominacja |
| 2017 | Popularity Award       | BlackPink         | Nominacja |
| 2017 | Hallyu Special Award   | BlackPink         | Nominacja |
| 2017 | New Artist of the Year | BlackPink         | Wygrana   |
| 2018 | Daesang Award          | BlackPink         | Nominacja |
| 2018 | Bonsang Award          | BlackPink         | Wygrana   |
| 2018 | Popularity Award       | BlackPink         | Nominacja |
| 2018 | Hallyu Special Award   | BlackPink         | Nominacja |
| 2019 | Bonsang Award          | BlackPink         | Nominacja |
| 2019 | Popularity Award       | BlackPink         | Nominacja |
| 2019 | Hallyu Special Award   | BlackPink         | Nominacja |
| 2020 | Bonsang Award          | How You Like That | Nominacja |
| 2020 | Fan PD Artist Award    | BlackPink         | Nominacja |
| 2020 | K-Wave Award           | BlackPink         | Nominacja |
| 2020 | Popularity Award       | BlackPink         | Nominacja |
| 2020 | WhosFandom Award       | BlackPink         | Nominacja |

### Soribada Best K-Music Awards
| Rok  | Kategoria                 | Nominowany | Rezultat  |
| ---- | ------------------------- | ---------- | --------- |
| 2017 | Bonsang Award             | BlackPink  | Nominacja |
| 2017 | Popularity Award          | BlackPink  | Nominacja |
| 2018 | Bonsang Award             | BlackPink  | Nominacja |
| 2018 | Popularity Award (Female) | BlackPink  | Nominacja |
| 2018 | Global Fandom Award       | BlackPink  | Nominacja |
| 2019 | Bonsang Award             | BlackPink  | Nominacja |
| 2019 | Popularity Award (Female) | BlackPink  | Nominacja |
| 2020 | Popularity Award (Female) | BlackPink  | Nominacja |

### Korea Popular Music Awards
| Rok  | Kategoria              | Nominowany      | Rezultat  |
| ---- | ---------------------- | --------------- | --------- |
| 2018 | Artist of the Year     | BlackPink       | Nominacja |
| 2018 | Popularity Award       | BlackPink       | Nominacja |
| 2018 | Song of the Year       | „Ddu-Du Ddu-Du” | Nominacja |
| 2018 | Best Group Dance Track | „Ddu-Du Ddu-Du” | Nominacja |

## Międzynarodowe

### BillboardMusic Awards
| Rok  | Kategoria         | Nominowany | Rezultat  |
| ---- | ----------------- | ---------- | --------- |
| 2020 | Top Social Artist | BlackPink  | Nominacja |

### BreakTudo Awards
BreakTudo Awards to brazylijski program muzyczny przyznający corocznie nagrody przez BreakTudo, serwis informacyjny i rozrywkowy.
| Rok  | Kategoria                             | Nominowany                          | Rezultat  |
| ---- | ------------------------------------- | ----------------------------------- | --------- |
| 2018 | K-pop Female Group                    | BlackPink                           | Nominacja |
| 2018 | Favorite K-Pop Group                  | BlackPink                           | Nominacja |
| 2018 | Video of the Year                     | „Ddu-Du Ddu-Du”                     | Nominacja |
| 2019 | Boom Video of the Year                | "Kill This Love"                    | Wygrana   |
| 2019 | Collaboration of the Year             | "Kiss and Make Up" (feat. Dua Lipa) | Wygrana   |
| 2019 | International Music Video of the Year | "Kill This Love"                    | Wygrana   |
| 2019 | K-pop Female Group                    | BlackPink                           | Wygrana   |
| 2020 | Collaboration of the Year             | "Sour Candy" (feat. Lady Gaga)      | Nominacja |
| 2020 | International Fandom                  | BlackPink                           | Nominacja |
| 2020 | International Group                   | BlackPink                           | Nominacja |
| 2020 | International Music Video             | "How You Like That"                 | Nominacja |
| 2020 | K-pop Female Group                    | BlackPink                           | Nominacja |

### Japan Gold Disc Award
| Rok  | Kategoria                 | Nominowany | Rezultat |
| ---- | ------------------------- | ---------- | -------- |
| 2018 | Best 3 New Artists (Asia) | BlackPink  | Wygrana  |

### Kids' Choice Awards
| Rok  | Kategoria                    | Nominowany                      | Rezultat  |
| ---- | ---------------------------- | ------------------------------- | --------- |
| 2019 | Favorite Global Music Star   | BlackPink                       | Nominacja |
| 2020 | Favorite Music Collaboration | "Ice Cream" (feat.Selena Gomez) | Nominacja |
| 2020 | Favorite Music Group         | BlackPink                       | Nominacja |

### MTV Awards
| Rok                                    | Kategoria                     | Nominowany      | Rezultat   |
| -------------------------------------- | ----------------------------- | --------------- | ---------- |
| MTV Video Music Awards Japan           |                               |                 |            |
| 2018                                   | Best Dance Video              | „Ddu-Du Ddu-Du” | Wygrana    |
| Nickelodeon Brazil Kids' Choice Awards |                               |                 |            |
| 2018                                   | Favorite International Artist | BlackPink       | Nominacja  |
| 2018                                   | Best Fandom                   | BlackPink       | Nominacja  |
| Teen Choice Awards                     |                               |                 |            |
| 2018                                   | Choice International Artist   | BlackPink       | Nominacja  |
| 2018                                   | Choice Next Big Thing         | BlackPink       | Nominacja  |
| 2018                                   | Choice Fandom                 | BlackPink       | Nominacja  |
| 2019                                   | Choice International Artist   | BlackPink       | Nominowany |
| 2019                                   | Choice Song: Group            | „Ddu-Du Ddu-Du” | Nominowany |
| MTV Millennial Awards                  |                               |                 |            |
| 2019                                   | Kpop Explosion                | BlackPink       | Nominacja  |

## Programy muzyczne

### Inkigayo
| Rok  | Data            | Piosenka               |
| ---- | --------------- | ---------------------- |
| 2016 | 21 sierpnia     | „Whistle”              |
| 2016 | 11 września     | „Whistle”              |
| 2016 | 27 listopada    | „Playing With Fire”    |
| 2016 | 4 grudnia       | „Playing With Fire”    |
| 2017 | 2 lipca         | „As If It's Your Last” |
| 2017 | 9 lipca         | „As If It's Your Last” |
| 2017 | 16 lipca        | „As If It's Your Last” |
| 2018 | 24 czerwca      | „Ddu-Du Ddu-Du”        |
| 2018 | 1 lipca         | „Ddu-Du Ddu-Du”        |
| 2018 | 8 lipca         | „Ddu-Du Ddu-Du”        |
| 2019 | 21 kwietnia     | „Kill this love”       |
| 2019 | 26 maja         | „Kill this love”       |
| 2020 | 5 lipca         | "How You Like That"    |
| 2020 | 12 lipca        | "How You Like That"    |
| 2020 | 19 lipca        | "How You Like That"    |
| 2020 | 20 września     | "Ice Cream"            |
| 2020 | 27 września     | "Ice Cream"            |
| 2020 | 4 października  | "Ice Cream"            |
| 2020 | 11 października | "Lovesick Girls"       |
| 2020 | 18 października | "Lovesick Girls"       |
| 2020 | 25 października | "Lovesick Girls"       |

### M! Countdown
| Rok  | Data            | Piosenka            |
| ---- | --------------- | ------------------- |
| 2016 | 8 września      | „Whistle”           |
| 2018 | 28 czerwca      | „Ddu-Du Ddu-Du”     |
| 2018 | 5 lipca         | „Ddu-Du Ddu-Du”     |
| 2018 | 12 lipca        | „Ddu-Du Ddu-Du”     |
| 2020 | 9 lipca         | "How You Like That" |
| 2020 | 16 lipca        | "How You Like That" |
| 2020 | 15 października | "Lovesick Girls"    |

### Show! Music Core
| Rok  | Data       | Piosenka            |
| ---- | ---------- | ------------------- |
| 2018 | 23 czerwca | „Ddu-Du Ddu-Du”     |
| 2018 | 30 czerwca | „Ddu-Du Ddu-Du”     |
| 2018 | 7 lipca    | „Ddu-Du Ddu-Du”     |
| 2018 | 14 lipca   | „Ddu-Du Ddu-Du”     |
| 2020 | 11 lipca   | "How You Like That" |
| 2020 | 18 lipca   | "How You Like That" |
| 2020 | 25 lipca   | "How You Like That" |

### Music Bank
| Rok  | Data            | Piosenka            |
| ---- | --------------- | ------------------- |
| 2018 | 29 czerwca      | „Ddu-Du Ddu-Du”     |
| 2020 | 10 lipca        | "How You Like That" |
| 2020 | 31 lipca        | "How You Like That" |
| 2020 | 16 października | "Lovesick Girls"    |

## Inne nagrody
| Rok  | Program                        | Kategoria                           | Nominowany | Rezultat  |
| ---- | ------------------------------ | ----------------------------------- | ---------- | --------- |
| 2016 | KpopStarz Awards               | Best K-pop Rookie Group of the Year | BlackPink  | Wygrana   |
| 2017 | Busan One Asia Festival Awards | Style Icon Award                    | BlackPink  | Wygrana   |
| 2017 | Soompi Awards                  | Rookie of the Year                  | BlackPink  | Wygrana   |
| 2017 | V Live Awards                  | Global Rookie Top 5                 | BlackPink  | Wygrana   |
| 2018 | V Live Awards                  | Global Artist Top 10                | BlackPink  | Wygrana   |
| 2019 | V Live Awards                  | Artist Top 10                       | BlackPink  | Wygrana   |
| 2019 | V Live Awards                  | Best Channel – 3 million followers  | BlackPink  | Nominacja |